# La Grande Marnière (film, 1943)
Pour l’article homonyme, voir La Grande Marnière.
Pour plus de détails, voir Fiche technique et Distribution.
La Grande Marnière est un film français réalisé par Jean de Marguenat, sorti en 1943.

## Synopsis
Un riche paysan, Carvajan, cherche à se venger du châtelain, Clairefont, avec lequel il a eu un grave conflit. Leurs enfants respectifs, Antoinette et Pascal, se rencontrent et tombent amoureux l'un de l'autre. Robert de Clairefont, le frère d'Antoinette, injustement accusé d'un meurtre est défendu et sauvé par Pascal.
Enfin, l'amour, en unissant le fils de l'un à la fille de l'autre, apaisera les âmes et réconciliera les familles.

## Fiche technique
- Titre : La Grande Marnière
- Réalisation : Jean de Marguenat, assisté de René Delacroix
- Scénario : André Legrand et Jean de Marguenat, d'après le roman La Grande Marnière de Georges Ohnet
- Dialogues : Roger Ferdinand
- Photographie : Fédote Bourgasoff
- Montage : Madeleine Bonin
- Musique : Henri Verdun
- Société de production :  Les Moulins d'O
- Pays de production :  France
- Genre : Film dramatique, Film romantique
- Durée : 92 minutes (1 h 32)
- Dates de sortie :	
  - France : 14 janvier 1943 (Paris)
  - Belgique : 23 mars 1945

## Distribution
- Fernand Ledoux : Carvajan
- Jean Chevrier : Pascal Carvajan
- Ginette Leclerc : Rose
- Micheline Francey : Antoinette de Clairefont
- Robert Le Vigan : Fleury
- Marguerite Deval : Mademoiselle de Saint-Maurice
- Pierre Larquey : Me Malaizot, notaire
- Pierre Magnier : Monsieur de Clairefont
- Raymond Cordy : Courtois
- Henri Nassiet : Le président du tribunal
- Hubert de Malet : Robert de Clairefont
- Jean Sinoël : Chassevent
- Camille Bert : Le juge d'instruction